# Sitniče
Sitniče (izvirno srbsko Ситниче) je naselje v Srbiji, ki upravno spada pod Mesto Novi Pazar; slednja pa je del Raškega upravnega okraja.

## Demografija
V naselju živi 520 polnoletnih prebivalcev, pri čemer je njihova povprečna starost 31,6 let (31,5 pri moških in 31,7 pri ženskah). Naselje ima 159 gospodinjstev, pri čemer je povprečno število članov na gospodinjstvo 4,89.
Po podatkih popisa iz leta 2002 večino prebivalstva predstavljajo Bošnjaki, v času zadnjih 3 popisov pa je opazen porast števila prebivalcev.
|  |

| Demografija | Demografija     | Demografija     |
| Leto        | Št. prebivalcev | Št. prebivalcev |
| ----------- | --------------- | --------------- |
|             |                 |                 |
|             |                 |                 |
|             |                 |                 |
|             |                 |                 |
| 1948        | 737             |                 |
| 1953        | 827             |                 |
| 1961        | 924             |                 |
| 1971        | 1058            |                 |
| 1981        | 1032            |                 |
| 1991        | 646             | 617             |
| 2002        | 898             | 778             |
|             |                 |                 |

| Etnična sestava po popisu iz leta 2002 | Etnična sestava po popisu iz leta 2002 | Etnična sestava po popisu iz leta 2002 | Etnična sestava po popisu iz leta 2002 | Etnična sestava po popisu iz leta 2002 |
| -------------------------------------- | -------------------------------------- | -------------------------------------- | -------------------------------------- | -------------------------------------- |
| Bošnjaki                               | Bošnjaki                               |                                        | 773                                    | 99,35%                                 |
| Neznano                                | Neznano                                |                                        | 5                                      | 0,64%                                  |